# Errol (New Hampshire)
Errol ist eine Town in New Hampshire, einem der Neuenglandstaaten der USA. Sie liegt nördlich der White Mountains im Coös County in der Tourismusregion der „Great North Woods“. Nach der Bevölkerungszählung des Jahres 2020 hatte sie 298 Einwohner.

## Geographie

### Lage
Errol liegt im Nordosten New Hampshires an der Grenze zu Maine in der Tourismusregion „Great North Woods“, die den Teil New Hampshires nördlich der White Mountains umfasst.

### Nachbargemeinden
In New Hampshire grenzt es an die gemeindefreien Gebiete von Wentworth Location im Norden, Millsfield im Westen und Cambridge im Süden. Im Südwesten liegt die Town of Dummer, im Osten Magalloway und Upton im Oxford County in Maine.

### Berge
Höchste Erhebung ist der Errol Hill mit 672 Metern.

### Gewässer
In Errol beginnt der Androscoggin River an der Mündung des Magalloway River in den Abfluss des Umbagog Lake. Der kleinere Teil des Umbagog Lake liegt auf Gemeindegebiet, der größere gehört zum Nachbarstaat. In den Magalloway mündet von rechts der Bear Brook, in den Androscoggin von rechts der Clear Stream, von links der Mollidgewock Brook.

## Geschichte

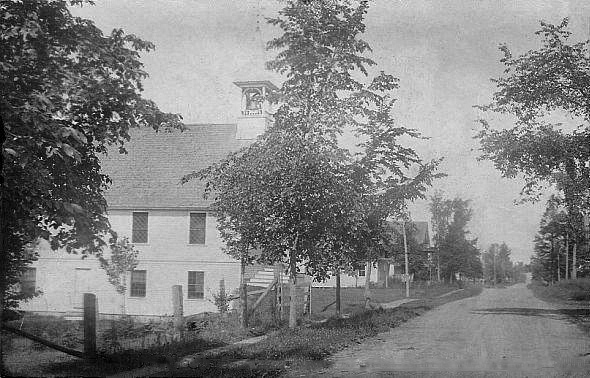
Die Hauptstraße im Jahr 1914

Das Gebiet von Errol wurde vom britischen Gouverneur John Wentworth 1774 an Timothy Ruggles und weitere Interessenten vergeben. Der Name leitet sich von James Hay, 15. Earl of Erroll ab, einem schottischen Adligen. Ruggles war einer der britischen  Loyalisten, die nach der Gründung der USA und der Niederlage Großbritanniens das Land verlassen mussten.
1779 ersuchten die Eigentümer den obersten Gerichtshof des Bundesstaats, der inzwischen Teil der Vereinigten Staaten war, um den Bau einer Verbindungsstraße nach Conway. 1781 wurde der Bau der heutigen Route 16 in Auftrag gegeben. 1804 entstand eine Winterstraße nach Andover, die Errol mit Portland an der Atlantikküste verband. (heute Route 26). Damit bestand auch eine Straßenverbindung zum Umbagog Lake.
Erst 1806 erreichten die ersten Siedler das Gebiet, das 1820 bereits 36 Einwohner hatte. 1835 taufte der Mormone Benjamin Sweat mehrere Male im Ort. Die offizielle Gemeindegründung geschah erst 1836 mit der gesetzlichen Registrierung Errols als selbstverwalteter Gemeinde. 1859 zählte man 130 Einwohner, die eine Sägemühle und eine Getreidemühle betrieben. Ebenfalls hergestellt wurden Fassadenbretter für die verbreiteten Stülpschalungen. Die Haupteinnahmequelle der Einwohner war die Holzwirtschaft. Obwohl der Boden nicht besonders gut war, wurden ordentliche Ernten an Hafer, Kartoffeln und Heu erzielt.
Bis 1875 hatte sich die Haupteinnahmequelle zur Landwirtschaft verschoben. Am Androscoggin wurden Dämme angelegt und Hindernisse gesprengt, um den Holztransport im Fluss zu erleichtern. Es gab in Errol drei Hotels und vier Schulen, an denen im Durchschnitt an acht Wochen im Jahr unterrichtet wurde.
2001 kaufte die Kommune 2500 ha Wald.

### Bevölkerungsentwicklung
| Volkszählungsergebnisse – Errol, New Hampshire | Volkszählungsergebnisse – Errol, New Hampshire | Volkszählungsergebnisse – Errol, New Hampshire | Volkszählungsergebnisse – Errol, New Hampshire | Volkszählungsergebnisse – Errol, New Hampshire | Volkszählungsergebnisse – Errol, New Hampshire | Volkszählungsergebnisse – Errol, New Hampshire | Volkszählungsergebnisse – Errol, New Hampshire | Volkszählungsergebnisse – Errol, New Hampshire | Volkszählungsergebnisse – Errol, New Hampshire | Volkszählungsergebnisse – Errol, New Hampshire |
| Jahr                                           | 1810                                           | 1820                                           | 1830                                           | 1840                                           | 1850                                           | 1860                                           | 1870                                           | 1880                                           | 1890                                           | 1900                                           |
| ---------------------------------------------- | ---------------------------------------------- | ---------------------------------------------- | ---------------------------------------------- | ---------------------------------------------- | ---------------------------------------------- | ---------------------------------------------- | ---------------------------------------------- | ---------------------------------------------- | ---------------------------------------------- | ---------------------------------------------- |
| Einwohner                                      | 38                                             | 26                                             | 82                                             | 104                                            | 138                                            | 178                                            | 178                                            | 161                                            | 178                                            | 305                                            |
| Jahr                                           | 1910                                           | 1920                                           | 1930                                           | 1940                                           | 1950                                           | 1960                                           | 1970                                           | 1980                                           | 1990                                           | 2000                                           |
| Einwohner                                      | 211                                            | 241                                            | 293                                            | 235                                            | 224                                            | 220                                            | 199                                            | 313                                            | 292                                            | 298                                            |
| Jahr                                           | 2010                                           | 2020                                           | 2030                                           | 2040                                           | 2050                                           | 2060                                           | 2070                                           | 2080                                           | 2090                                           | 2100                                           |
| Einwohner                                      | 291                                            | 298                                            |                                                |                                                |                                                |                                                |                                                |                                                |                                                |                                                |

## Infrastruktur und Gemeindeeinrichtungen
Polizeiaufgaben werden durch die Staatspolizei New Hampshires übernommen, Feuerwehr und medizinische Notfallversorgung erfolgen durch Freiwillige. Wasserversorgung durch Errol Wasserbetriebe, Abwasserentsorgung teils privat, teils durch die Gemeinde. Errol betreibt die Bibliothek, Errol Public (=öffentlich).

### Verkehr
Durch Errol führen die New Hampshire Route NH-16 sowie die NH-26. Der nächstgelegene Interstate ist über 100 Kilometer entfernt. Der Errol Airport befindet sich in Privatbesitz. Er ist nur für kleinere Maschinen geeignet und verfügt neben der geschotterten Landebahn über einen asphaltierten Helikopterlandeplatz, der unter anderem für Medico- und SAR-Flüge benutzt wird. Der nächstgelegene Flughafen ist der Portland International Jetport in Portland.